# Лоран, Клейтон
Клейтон Лоран младший (англ. Clayton Laurent Jr; род. 18 июля 1990, Сент-Томас, Американские Виргинские острова) — виргинский боксёр-профессионал, выступающий в тяжёлой весовой категории. Участник Олимпийских игр (2016), победитель и призёр международных и национальных турниров в любителях.

## Биография
Родился 18 июля 1990 года на острове Сент-Томас в государстве Американские Виргинские острова, зависимой территории США.
Клейтон является приёмным сыном бывшего чемпиона мира в первом среднем и среднем весах Джулиана Джексона, а также сводный братом боксёров Джона и Джулиуса Джексонов.
В обычной жизни Лоран сегодня работает менеджером по недвижимости в территориальном агентстве экстренной помощи Виргинских островов.

## Любительская карьера
Клейтон начал заниматься боксом в 16 лет под руководством своего приёмного отца, знаменитого чемпиона мира — Джулиана Джексона. Трижды побеждал на национальном чемпионате.
В 2008 году принимал участие на молодёжном чемпионате мира в Мексике, где в первом раунде соревнований проиграл по очкам американцу Джоуи Давейко — который в итоге стал чемпионом мира среди молодёжи 2008 года.
Дважды принимал участие в Панамериканских играх: в 2011 году на Панамериканских играх в Гвадалахара (Мексика) в четвертьфинале проиграл пуэрториканцу Херардо Бисбалу — завоевавшему в итоге на этих играх бронзовую медаль. А в 2015 году на Панамериканских играх в Торонто (Канада) также в четвертьфинале проиграл бразильцу Рафаэлю Лима — завоевавшему в итоге на этих играх бронзовую медаль. В том же 2015 году выступал в лиге WSB и провёл три победных боя за пуэрто-риканскую боксёрскую команду Puerto Rico Hurricanes, среди других победив опытных боксёров — венесуэльца Эдгара Муньоса (3:0) и итальянца Гвидо Вианелло (2:1).
В 2016 году Клейтон занял 3-е место в отборочном турнире от всей Америки — квалифицировавшись на летние Олимпийские игры 2016 года. В четвертьфинале турнира он победил канадца Аарона Хаггинса (3:0), а затем проиграл в полуфинале кубинцу Ленье Перо (0:3). Два победителя полуфинала прошли отбор на Олимпийские игры 2016 года в Рио-де-Жанейро, а двум проигравшим пришлось бороться за оставшееся квалификационное место. И в этом бою Лоран встретился с аргентинцем Кевином Эспиндолой, которого впечатляюще нокаутировал в первом же раунде, и таким образом, получил право на участие в Олимпиаде. В отборочном турнире Клейтон обошёл таких перспективных боксёров — надежд сборной США как Дармани Рока, которого победил Марло Мур, а последнего в 1/8 раунде турнира победил канадец Аарон Хаггинс (2:1).
В августе 2016 года в Рио-де-Жанейро (Бразилия) на Олимпийских играх 2016 года в первом раунде соревнований, в упорном бою победил опытного немецкого боксёра Эрика Пфайфера (2:1). Но в следующем бою — в 1/8 раунде соревнований потерпел поражение от опытного француза Тони Йока (0:3) — ставшего в итоге олимпийским чемпионом 2016 года. На церемонии закрытия Олимпийских играх 2016 года Клейтон был знаменосцем олимпийской сборной Американских Виргинских островов.

## Профессиональная карьера
Профессиональную боксёрскую карьеру Клейтон начал 19 августа 2017 года, победив техническим нокаутом во 2-м раунде американского боксёра Веймэна Картера (1-1).
В 2018 году Клейтон подписал контракт с промоутерской компанией Лу ДиБеллы — DiBella Entertainment. Его менеджерами являются — Мэтт Кларк и Филип Фонду.

## Статистика профессиональных боёв
В таблице перечислены результаты всех поединков боксёров.
В каждой строке указан результат поединка. Дополнительно номер поединка обозначен цветом, который обозначает итог поединка. Расшифровка обозначений и цветов представлена в нижеследующей таблице.
| Пример | Расшифровка                     |
| ------ | ------------------------------- |
|        | Победа                          |
|        | Ничья                           |
|        | Поражение                       |
|        | Планируемый поединок            |
|        | Поединок признан несостоявшимся |
| КО     | Нокаут                          |
| ТКО    | Технический нокаут              |
| PTS    | Решение судей (по очкам)        |
| UD     | Единогласное решение судей      |
| MD     | Решение большинства судей       |
| SD     | Раздельное решение судей        |
| RTD    | Отказ от продолжения боя        |
| DQ     | Дисквалификация                 |
| NC     | Поединок признан несостоявшимся |

| 4 поединка, 3 победы (2 нокаутом), 1 поражение | 4 поединка, 3 победы (2 нокаутом), 1 поражение | 4 поединка, 3 победы (2 нокаутом), 1 поражение | 4 поединка, 3 победы (2 нокаутом), 1 поражение | 4 поединка, 3 победы (2 нокаутом), 1 поражение           | 4 поединка, 3 победы (2 нокаутом), 1 поражение | 4 поединка, 3 победы (2 нокаутом), 1 поражение | 4 поединка, 3 победы (2 нокаутом), 1 поражение |
| Бой                                            | Рекорд                                         | Дата боя                                       | Соперник                                       | Место проведения боя                                     | Раундов, время                                 | Дополнительно                                  |                                                |
| ---------------------------------------------- | ---------------------------------------------- | ---------------------------------------------- | ---------------------------------------------- | -------------------------------------------------------- | ---------------------------------------------- | ---------------------------------------------- | ---------------------------------------------- |
| 4                                              | 3-1                                            | 29 марта 2019                                  | Герман Гарсия (4-1)                            | Cancha Ruben Zayas Montanez, Трухильо-Альто, Пуэрто-Рико | TKO 3 (4), 1:51                                |                                                |                                                |
| 3                                              | 3-0                                            | 7 декабря 2018                                 | Кенни Круз Караскильо (3-2-1)                  | Cancha Ruben Zayas Montanez, Трухильо-Альто, Пуэрто-Рико | MD 4 (4)                                       | Счёт: 38-38, 39-37 (дважды).                   |                                                |
| 2                                              | 2-0                                            | 8 сентября 2018                                | Шерман Артис мл. (3-2)                         | Барклайс-центр, Бруклин, Нью-Йорк, США                   | TKO 2 (4), 2:56                                |                                                |                                                |
| 1                                              | 1-0                                            | 19 августа 2017                                | Веймэн Картер (1-1)                            | Mark C. Marin Center, Шарлотта-Амалия, АВО               | TKO 2 (6), 1:59                                | Профессиональный дебют                         |                                                |